# 厳浩
厳 浩（イム・ホー、英: Yim Ho、1952年 - ）は、香港の映画監督。1980年代初期における香港ニューウェーブ映画の主要人物の一人である。代表作に『ホームカミング』があり、この作品で第2回香港電影金像奨最優秀監督賞を受賞している。

## 略歴
厳浩は1952年に香港で生まれた。父の厳慶澍は、唐人というペンネームで『金陵春夢』という演義小説を書いている。1973年にイギリスロンドン映画学校を卒業後、1975年に香港に戻り、電視廣播有限公司で脚本と演出の職に就いた。この間、1977年には監督した作品『国際刑警之冤獄』で、アメリカのニューヨーク国際テレビフェスティバルで銅賞を受賞している。
1978年に映画界に転進して第一作『茄喱啡』を手がけ、この映画は香港最初のニューウェーブ映画とされている。1984年には青鳥電影で『ホームカミング』を制作。色彩豊かに描かれた郷土の情懐は、香港映画の見聞を一新し、香港電影金像奨で最優秀作品賞と最優秀監督賞を受賞した。1990年の『レッドダスト』は、同年の台湾金馬奨で8部門の受賞を果たした。また、1996年の作品、『太陽に暴かれて』は、同年のベルリン国際映画祭で監督賞と国際評論家賞を受賞している。2007年には、南京大虐殺をテーマにした最新作に向けて制作の準備を進めていると報じられたが、その後進展はなかった。

## 作品
- 茄喱啡 (1978年)
- 夜車 (1979年)
- 公子嬌 (1980年)
- 『ホームカミング（中国語版）』 (原題：似水流年) (1984年)
- 『天菩薩（中国語版）』 (原題：天菩薩) (1986年)
- 『レッドダスト』 (原題：滾滾紅塵) (1990年)
- 棋王 (1990年) (ツイ・ハークと共同制作)
- 『息子の告発（中国語版）』 (原題：天国逆子) (1994年) - 第7回東京国際映画祭 グランプリ
- 『太陽に暴かれて（英語版）』 (原題：太陽有耳) (1996年)
- 『Kitchen キッチン』 (原題：我愛厨房) (1997年)
- 『楽園の女（英語版）』 (原題：Pavilion of Women) (2001年)
- 『鴛鴦と蝶々（英語版）』 (原題：鴛鴦蝴蝶) (2005年)
- 『浮城 (うきしろ) 』 (原題：浮城 / Floating City) (2012年)